# کاژیمیش (استان اوپوله)
کاژیمیش (لهستانی: Kazimierz؛ [kaˈʑimjɛʂ]) یک روستا در لهستان است که در گمینا گووگووک واقع شده‌است.
 کاژمیش  ۳۸۰ نفر جمعیت دارد.